# 마르셀 모스
마르셀 모스(Marcel Mauss, 1872년 5월 10일 ~ 1950년 2월 10일)는 프랑스의 사회학자이자 인류학자이다.

## 생애
프랑스 사회학자이자 인류학자인 마르셀 모스는 1872년 유태인 가정에서 태어났다. 모스는 삼촌인 에밀 뒤르켕의 가르침을 직접 받았기 때문에 그의 사상 또한 상당한 정도로 물려받았다. 모스는 1893년 보르도 대학교에서 철학 학위를 받고 바로 파리에 정착해 이곳에서 프레이저(J. Frager)와 타일러(E. Tylor)의 책들을 통해서 인류학에 입문했다. 1901년 모스는 고등 연구원(École Pratique des Hautes Études)에서 민족학 방법을 강조하며 ‘원시 민족들의 종교역사’를 강의한다. 이를 통해서 주어진 자료들을 평가하고 분석해 이론화하는 민족학적 방법론을 정립하기에 이른다. 특히 모스는 여러 외국어에 능통했기 때문에 프랑스 인류학을 국제적으로 널리 알리는 데 중요한 역할을 하게 된다. 모스는 사회주의적 열정을 가졌을 뿐만 아니라 이국적인 사회에 대한 관심이 많았고, 예술적 감성도 풍부해서 언제나 새로운 사고에 개방적이었다.
1904년에는 ＜위마니테(L’Humanité)＞지의 창간에 참여하고 편집을 담당했으며, 1920년부터는 ＜민중(Le Populaire)＞지에 정치적 기고문을 싣기도 했다. 1925년 민족학 연구소(Institut d’Ethnologie)를 설립하고, 1931년에는 콜레주 드 프랑스(Collège de France)의 사회학 분과장으로 선출되었다. 파리 대학교에 민족학 연구소를 설립해 인류학을 독자적인 학문으로 이끄는 데 큰 공헌을 했다. 그는 민족학적 방법을 엄밀하게 발전시키고, 표상과 실천, 관념과 행위 등의 개념을 구분하고 이를 구체적인 민족지학적 자료들과 연계해서 설명하고자 했다. 즉, 그는 프랑스 제1세대 현지 조사 인류학자 세대를 구성시켰던 것이다.

## 같이 보기
- 브로니스와프 말리노프스키
- 에밀 뒤르켐
- 자크 데리다
- 데이비드 그레이버
- 클로드 레비스트로스